# Parmastomyces corticola
Parmastomyces corticola är en svampart som beskrevs av Corner 1989. Parmastomyces corticola ingår i släktet Parmastomyces och familjen Fomitopsidaceae.   Inga underarter finns listade i Catalogue of Life.